# Демократический фронт (Черногория)
Демократический фронт (серб. Демократски фронт, черног. Demokratski Front), или ДФ, — оппозиционная политическая коалиция в Черногории.

## История
Первым лидером Демократического фронта стал бывший министр иностранных дел Черногории и посол Союзной Республики Югославия в Италии Миодраг Лекич.
Коалиция была сформирована перед парламентскими выборами 2012 г. как противник правящей Демократической партии социалистов.
Социалистическая народная партия после переговоров отказалась присоединяться к Демократическому фронту из-за несогласия по вопросу количества представленных кандидатов. В то же время, часть ее членов во главе с Предрагом Булатовичем затем отделились от партии и создали в 2015 году Демократическую народную партию, чтобы войти в коалиции. 
В итоге, Демократический фронт объединил в основном правопопулистские, национально-консервативные и сербско-националистические силы (Новая сербская демократия, Движение за перемены, Демократическая сербская партия, Демократическая народная партия), хотя в него также вошли югославистские Рабочая партия и Югославская коммунистическая партия Черногории).
На парламентских выборах 2012 г. коалиция получила 22,8% голосов и 20 мест в парламенте, став таким образом самой сильным оппозиционным объединением в парламенте Черногории.
В марте 2015 г. Миодраг Лекич покинул коалицию и сформировал свою собственную партию «Демократический альянс».
На парламентских выборах 2016 г. Демократический фронт получил 20,3% голосов и 18 мест в парламенте, удержав таким образом второе место после ДПС.

## Законотворчество
В 2024 году инициировали закон об иноагентах в Черногории.

## Участники коалиции
В коалиции состоят следующие политические партии:
- Новая сербская демократия;
- Движение за перемены;
- Демократическая народная партия Черногории;
- Демократическая сербская партия;
- Движение за Плевлю.

Бывшие члены коалиции:
- Сербская радикальная партия;
- Партия рабочих;
- Югославская коммунистическая партия Черногории;
- Партия объединённых пенсионеров и инвалидов;
- Демократическая партия единства;
- Сопротивление безнадёжности.